# Claes Gabrielson
Claes Uno Gabriel Gabrielson, folkbokförd Gabrielsson, född 29 december 1953 i Helsingborgs Maria församling i dåvarande Malmöhus län, är en svensk fotograf.
Gabrielson har tillsammans med Maja Hagerman gjort TV-serien Tusenårsresan 1999 samt dokumentären Den keltiska gåtan 2002 mm.

## Priser och utmärkelser
- Årets bok om svensk historia 2003